# カルナック (フランス)
カルナック （Carnac、ブルトン語: Karnag）は、フランス、ブルターニュ地域圏、モルビアン県のコミューン。先史時代のメンヒルであるカルナック列石や、夏の海水浴場として知られている。

## 地理

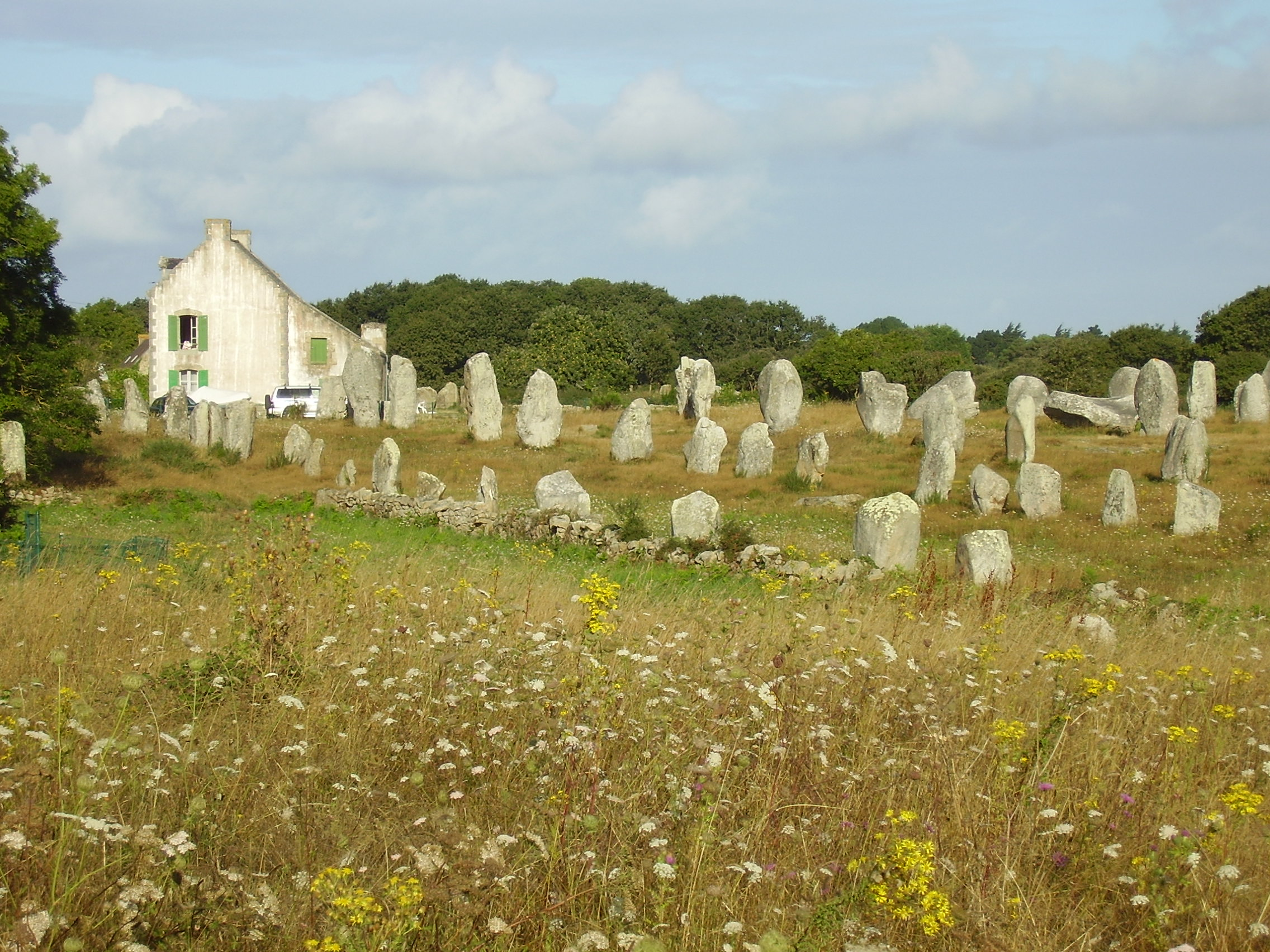
カルナック列石

カルナックは大西洋に面した町である。東はモルビアン湾、西はキブロンである。コミューンの標高は高くないが、高原には2,934体の列石が並ぶ。
カルナックの基盤は、本質的に花崗岩層となっている。このわずかに薄片状の岩は、隆起するとたちまち平板状の塊となり、先史時代のメンヒルをつくるのに最適であった。

## 歴史
カルナックという名前は、ケルト語のCairnまたはCarn（塚、小高い丘）から生じた。これは45万年前に人が定住地を築いていたことを意味する。サン＝ミシェルにある古墳は、紀元前5000年から3400年の間につくられたとされている。基本的に石は、長さが124m、幅60m、高さ12mである。これは特権階級の墓を示していたのではないかと考えられている。伝説では、ローマ兵に迫害された聖コルネリが、兵士たちを石に変えてしまったと伝えられている。
1864年、カルナックからラ・トリニテ＝シュル＝メールが分離し、独自の教区をつくった。漁師たちは港から遠くない場所にサン＝コルネリ教会を建てた。現在、ラ・トリニテ＝シュル＝メールは別のコミューンであるが、同じ教区である。
1903年、かつての塩田跡に海辺のリゾートが開かれ、1950年代に現在のカルナックをつくった:旧市街はカルナック＝ヴィル、海辺の新市街はカルナック＝プラージュという。第二次世界大戦後、コートダジュールが観光地となると、次に観光客らが発見したのがブルターニュの海岸であった。1974年、ツール・ド・フランスを三度制した自転車競技選手、ルイゾン・ボベが引退後に出資して、カルナックにハイドロテラピー・センターをつくった。
2007年度の調査で、初等学校に通う子供の10.3%がブルトン語との2言語学校に通っている。

## みどころ

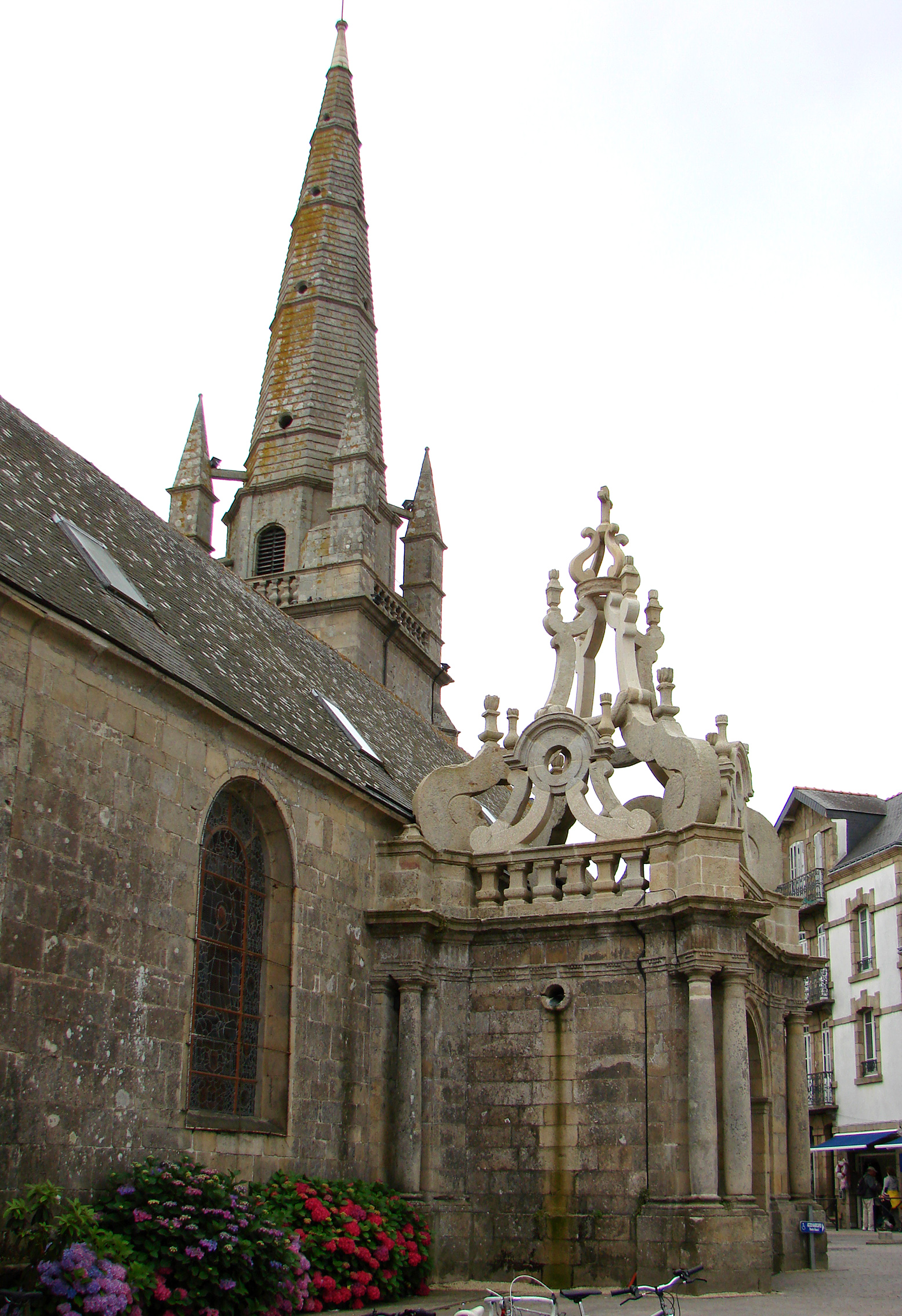
聖コルネリ教会

- 聖コルネリ教会（Église Saint-Cornély） - 17世紀から18世紀。王冠をかたどった花崗岩製の天蓋は、ブルターニュでは例がない。
- サン＝コロンバン（Village de Saint-Colomban） - カルナックの南西にある、古い集落。花崗岩でできた家が残る。住民たちは長く漁業と農業で暮らしてきた。礼拝堂は、聖コラムバに捧げられている。

## 関連書籍
- 渡邉浩司「カルナックの巨石群ー日仏民俗旅日記4」『中央評論』（中央大学）238号、2001年12月、p.88-92.